# Ian Carmichael
Ian Carmichael (18. juni 1920 i Kingston upon Hull, Yorkshire – 5. februar 2010 i Esk Valley, North Yorkshire) var en britisk skuespiller.
Han fik sin debut i 1939 som robot i serien R.U.R. Sidenhen blev han populær i en del revyer, før han fik sin filmdebut i 1948 med dramaet Bond Street. I løbet af 1960'erne og 1970'erne, var han en stor succes på tv, ikke mindst i Bachelor Father.
Han medvirkede i 1966 i den danske film Ih, du forbarmende.
Han spillede Lord Peter Wimsey i filmatiseringer af Dorothy L. Sayers bøger om samme gentleman.
Han medvirkede i den engelske Tv-serie Landsbyhospitalet, hvor han spillede hospitalsadministrator.
Carmichael døde den 12. februar 2010 efter kort tids sygdom.

## Filmografi
- Bond Street (1948)
- Trottie True (1949)
- Dear Mr. Prohack (1949)
- Ghost Ship (1952)
- Time Gentlemen Please (1952)
- Miss Robin Hood (1952)
- Meet Mr. Lucifer (1953)
- Betrayed (1954)
- The Colditz Story (1955)
- Storm Over the Nile (1955)
- Simon and Laura (1955)
- Private's Progress (1956)
- Lucky Jim (1957)
- Brothers in Law (1957)
- Happy is the Bride (1958)
- The Big Money (1958)
- Left Right and Centre (1959)
- I'm All Right Jack (1959)
- School for Scoundrels (1960)
- Light Up the Sky! (1960)
- Double Bunk (1961)
- The Amorous Prawn (1962)
- Heavens Above! (1963)
- Hide and Seek (1963)
- Ih, du forbarmende (1966)
- Smashing Time (1967)
- The Magnificent Seven Deadly Sins (1971)
- From Beyond the Grave (1973)
- The Nine Tailors (1973)
- The Lady Vanishes (1979)
- The Wind in the Willow (1983)
- Diamond Skulls (1989)